# 第305施設隊
第305施設隊（だいさんまるごしせつたい）は、岡山県岡山市北区の三軒屋駐屯地に駐屯する第4施設団隷下の施設科部隊である。

## 沿革
- 1999年（平成11年） 3月29日：第8施設群（善通寺駐屯地）を廃止・改編し、第305施設隊を善通寺駐屯地に新編。
- 2004年（平成16年） 3月27日：後方支援体制移行に伴い、整備部門を中部方面後方支援隊第104施設直接支援大隊第2直接支援隊に移管。
- 2006年（平成18年） 3月27日：第305施設隊および第104施設直接支援大隊第2直接支援隊が、善通寺駐屯地から三軒屋駐屯地へ移駐。
- 2008年（平成20年） 3月26日：築城小隊・障害小隊を廃止し、即応予備自衛官を主体とする第302施設小隊を新編。
- 2017年（平成29年） 3月27日：第302施設小隊（三軒屋駐屯地）を廃止し、4個小隊から、3個小隊ヘ改編[1]。

## 編成
- 第305施設隊本部
- 施設小隊（C）「機動支援」：攻撃支援を担任。
- 施設小隊（D）「築城・障害」：防御支援を担任。
- 渡河・交通小隊：渡河支援および交通作業を担任。

装備車両の部隊表示は、全て「305施設」

## 整備支援部隊
- 中部方面後方支援隊第104施設直接支援大隊第2直接支援隊「104施直支-2支」（三軒屋駐屯地）：2004年（平成16年） 3月27日から

## 廃止部隊
- 2008年（平成20年）3月26日廃止
  - 築城小隊：
  - 障害小隊：
- 2017年（平成29年）3月27日廃止
  - 第302施設小隊：即応予備自衛官訓練を担任していた。